# Luben Karawełow
Luben Karawełow (bułg. Любен Каравелов, ur. 17 listopada 1834 w Kopriwszticy, zm. 21 stycznia 1879 w Ruse) – bułgarski pisarz, prozaik, publicysta i działacz polityczny.
Wychowany w rodzinie zamożnego poborcy podatkowego. Po naukach w lokalnej szkole przyklasztornej, od 1857 roku był wolnym słuchaczem Uniwersytetu Moskiewskiego. 
Wspierając sprawę bułgarską czasem występował jako słowianofil, a czasem jako przeciwnik panslawistów. Chociaż do końca życia był przekonany, że narody słowiańskie posiadają odrębną drogę rozwoju, występował przeciwko oficjalnym koncepcjom panslawistów rosyjskich i wdał się w spór z najbardziej konsekwentnym ich zwolennikiem w Bułgarii, Rajkiem Żinzifowem. Studiując w Moskwie, nawiązał kontakt z rewolucyjnymi demokratami, m.in. z Mikołajem Czernyszewskim. 
W Serbii współpracował z „Omladiną”. W 1868 roku aresztowany i osadzony w więzieniu w Budapeszcie, w związku z oskarżeniami o uczestnictwo w spisku na życie Michał Obrenowicia. 
Podczas pobytu w Bukareszcie 1869-1874 nawoływał na łamach redagowanego przez siebie pisma „Swoboda” do walki z Turcją („Swoboda” była wydawana od 7 listopada 1869). 
Współorganizator Bułgarskiego Komitetu Rewolucyjnego (od 1869). Krytykował anachronizmy tureckich stosunków społecznych i propagował "rozstrzygnięcie kwestii bułgarskiej" w duchu liberalizmu i rewolucji demokratycznej. Po śmierci Wasiła Lewskiego w 1872 roku znów zaczął liczyć na zagraniczną (serbską) pomoc dla sprawy bułgarskiej. Od 1873 roku zamieszkał w Belgradzie.  
Pisał w językach serbskim, bułgarskim i rosyjskim. Uważany jest za współtwórcę realizmu w literaturze bułgarskiej, m.in. w książkach: Bułgarzy dawnych czasów (1872, wydanie polskie 1953), Maminoto detence (1875). Pamiętnik z pobytu w więzieniu Iz mrtwog doma (1871). Opowiadania i małe powieści Karawełowa zaliczane są do najbardziej wartościowych tekstów prozatorskich epoki bułgarskiego odrodzenia narodowego.
Był starszym bratem Petka Karawełowa, premiera i ministra Księstwa Bułgarii.

## Twórczość
Stałe felietony z cyklu Czy wiesz, kim jesteśmy? (Znasz li ti koi sme?) w gazetach „Swoboda” i „Nezawisimost”;
- Pasza turecki (Turski pasza);
- Bożko;
- Na cudzym grobie bez łez płaczą (Na czużd grob bez syłzi płaczat);
- Donczo;
- Neda;
- Ataman bołgarskich rozbojnikow, 1860;
- Pamiatniki narodnago byta bolgar, 1861;
- Iz zapisok Bułgara, 1867;
- Opowieść o tym, jak Iwan Iwanwicz pokłócił się z Iwanem Nikiforowiczem;
- Stranicy iz knigi stradanij bułgarskiego plemieni, 1868;
- Czy winien jest los? (Je li kriva sudbina?), 1869;
- Hadżi Niczo, 1870;
- Iż mrtwog doma, 1871;
- Bułgarzy dawnych czasów (Bułgare ot staro wreme),1872;
- Bogaty nędzarz (Bogatijat siromach), 1872;
- Trzy obrazy z bułgarskiego życia (Tri kartini iż byłgarskija żywot), 1875;
- Maminsynek (Maminoto detence).